# Edith Soterius von Sachsenheim
Edith Jeanette Soterius von Sachsenheim (26 decembrie 1887 - 4 ianuarie 1970) a fost o pictoriță săsoaică.
S-a născut pe 26 decembrie 1887, în Marienburg (astăzi Feldioara), fiica lui Dr. med. Arthur Soterius von Sachsenheim (din familia nobiliară săsească Soterius von Sachsenheim) și a Wilhelminei, născută Gust. De la o vârstă mică, a arătat talent artistic și părinții săi au susținut-o să urmeze o carieră în acest domeniu. După ce a terminat un curs de doi ani la Colegiul de Artă din Sibiu (1903-1904), tatăl ei a adus-o să stea cu rudele din Anglia, unde a petrecut un an (1904–05) luând lecții de engleză, pian și artă. A primit permisiune de la National Gallery să copieze lucrări din muzeu și acolo a dezvoltat un interes pentru picturile în acuarelă ale lui Joseph Mallord William Turner, o infleunță vizibilă în lucrările sale inițiale, precum și într-o altă perioadă ulterioară, din 1948. În iulie 1905 Edith a primit gradul “distincție” la examenul de pian la Colegiul de Muzică din Londra.

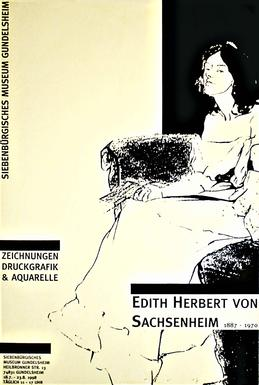
Poster al expoziţiei din 1998 a Muzeului Transilvănean cu un desen realizat de către Edith S.v.S., înfățișând-o pe Eleanor Garrett-Ward (1908)

În 1907 tatăl ei a decis că ea ar trebui să își continue studiile la München, unde Edith s-a înscris la Academia de Arte Frumoase și a dezvoltat un interes pentru portret și arta anatomică. Un an mai târziu, ea a început să viziteze cercul artistic la profesorului Moritz Heymann, unde a întâlnit artiști cu afinități apropiate de ale grupului Jugend. Lucrările lui Edith din această perioadă, precum Sitzender Halbakt ("Așezată seminud") sau portretul prietenei sale Eleanor Garrett-Ward, reflectă ambițiile ei de a depăși concepțiile depășite ale academiei. În acestea, precum și în alte lucrări ale sale din această perioadă creativă, apar linii elegante, curgătoare și culori decorative de Art Nouveau. Cu excepția vacanțelor în care se întorcea acasă, ea a petrecut trei ani studiind în München. În 1911 Edith s-a întors în Transilvania, unde a avut prima ei expoziție la Galeria din Brașov.
În 1912 s-a căsătorit cu Dr. med. Franz Herfurth și s-a mutat împreună cu el în Austria, unde a petrecut anii Primului Război Mondial, mutându-se înapoi la Brașov în 1918. A devenit mama a trei copii, Editha, Günther și Eva, iar obligațiile de familie i-au limitat pentru o vreme preocupările artistice. Căsătoria nu a durat; ei au divorțat în 1926 și în anul următor s-a căsătorit cu prietenul ei din copilărie, profesorul Ludwig Herbert. Totuși nici acesta nu a fost interesat de munca ei artistică și Edith a continuat să fie implicată ca mamă și a început să lucreze ca profesoară de engleză. Ludwig a murit de un atac de inimă în 1936, la vârsta de 51 de ani.
După această pierdere dureroasă, Edith s-a mutat în Germania de sud ca să fie lângă fetele ei ce trăiau acolo, a petrecut ceva timp în Polonia, apoi s-a întors iar în sudul Germaniei, unde a rămas tot restul celui De-al Doilea Război Mondial. A pictat pe unde a reușit, creând acuarele ale locurilor unde a trăit sau le-a vizitat. Asta a adus o fază nouă în evoluția ei artistică, renunțând la orice formă de modernism și limitându-se la reprezentări strict obiective, realiste. Până în 1946 a predat la diverse școli și a pictat în timpul ei liber. În ianuarie 1946 fiul ei Günther a murit. În luna august a acelui an artista s-a mutat impreună cu fiica ei mai mare în Graz, Austria. O altă fază creativă a urmat în 1948, când a creat o serie de acuarele în zona Graz și în timpul unei vizite la Zürich, aceste lucrări fiind într-o anumită măsură influențate de anterior menționata întâlnire cu arta lui Turner. În 1952 o acuarelă de peisaj a câștigat medalia de argint la Competiția Internațională Artistică a Librăriei Foyles.

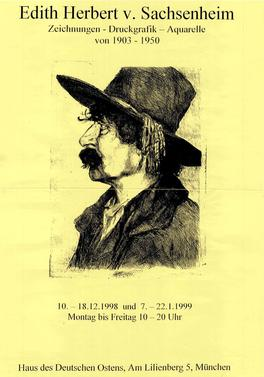
Poster al expoziţiei din 1999 de la Haus des Deutschen Ostens cu desenul Bărbat italian cu pălărie (1912)

În 1955 s-a mutat la Londra, în Anglia, ca să trăiască împreună cu fiica ei Eva. Aici a desenat portrete (inclusiv ale membrilor familiei fiicei) și a pictat mai ales trandafiri. În 1957, un desen al lui Edith, O fetiță din Cracovia, a fost expus la Royal Society of Portrait Painters. Expoziția a călătorit prin toată țara.
Edith a murit în 1970, la vârsta de 83 de ani. De-a lungul vieții sale, ea a creat mai bine de 200 de picturi, desene și litografii, acum în mai multe muzee sau în posesia prietenilor și a familiei răspândite prin toată Europa. În 1998 Muzeul Transilvănean din Gundelsheim, Germania a organizat o expoziție retrospectivă și a cumpărat 50 de picturi ale ei, unele dintre acestea aflându-se expuse permanent în muzeu. În 1999 colecția Gundelsheim a fost de asemenea expusă la München, la Haus des Deutschen Ostens. În 2001 Muzeul de Istorie Militară din Viena a cumpărat trei portrete de ofițeri din Primul Război Mondial, pentru a fi expuse acolo.

## Prieteni și contemporani artistici
- Arthur Coulin: un prieten din Sibiu, a creat o pictură în ulei a lui Edith, în 1907, la Sibiu, când ea avea 19 ani. Portretul se află la Muzeul Transilvănean.
- Ernst Honigberger: un prieten din Sibiu, care a studiat de asemenea la München, a făcut un desen în creion al lui Edith, la 20 de ani, în 1908. Acesta se află acum în Muzeul Transilvănean.
- Robert Wellman: un prieten din Sibiu, a devenit un prieten de familie și a făcut un portret al tatălui lui Edith, Arthur Soterius von Sachsenheim. Acesta se află în casa familiei, în Londra, Anglia.
- Trude Schullerus: o prietenă din Sibiu, care a studiat de asemenea la München, cu care a legat o prietenie pe viață.